# Benoît Dratwicki
Pour les articles homonymes, voir Dratwicki.
 (novembre 2012).
Si vous disposez d'ouvrages ou d'articles de référence ou si vous connaissez des sites web de qualité traitant du thème abordé ici, merci de compléter l'article en donnant les références utiles à sa vérifiabilité et en les liant à la section « Notes et références ».
 (décembre 2022).
- Si vous ne connaissez pas le sujet, laissez ce bandeau (vous pouvez alors contacter les auteurs).
- Si vous supprimez le contenu mis en cause (vous pouvez préalablement contacter les auteurs),

argumentez précisément cette suppression dans la page de discussion
(un manque de référence n'est pas un argument ; une recherche réelle de référence doit avoir été effectuée, être formellement documentée).
Benoît Dratwicki (né à Thionville (Moselle) le 31 janvier 1977) est un musicologue français.
Il est chercheur (Habilité à diriger des recherches) et directeur artistique au Centre de musique baroque de Versailles, conseiller artistique du Haydneum (Budapest) et du Palazzetto Bru Zane (Venise), musicologue et docteur en musicologie (Université de Paris IV - Sorbonne). Il est chevalier des Arts et des Lettres.

## Biographie
Benoît Dratwicki naît le 31 janvier 1977 à Thionville. En 1995, il obtient un second prix au Concours général (musique). Il étudie le violoncelle, le basson, la musique de chambre, la formation musicale, l’analyse, l’orchestration et l’histoire de la musique[réf. souhaitée] au Conservatoire de Metz dont il est diplômé. Parallèlement, il entame des études universitaires d’abord à Metz puis à Paris IV-Sorbonne où il obtient une maîtrise et un DEA de musicologie. Il complète sa formation dans les classes d’histoire de la musique, de culture musicale et d’esthétique du CNR de Paris et du CNSMDP. Spécialiste de la musique à la Cour, de l’opéra français entre 1670 et 1800 (et plus particulièrement de la troupe de chanteurs de l'Académie royale de musique, de l'interprétation historiquement informée, de la mutation des styles et des genres lyriques, et du remaniement des œuvres, il est l’auteur de plusieurs travaux de recherche sur ces sujets et a soutenu en Sorbonne une thèse sur François Colin de Blamont (1690-1760). Une carrière officielle au cœur des institutions musicales françaises du Grand Siècle au Siècle des Lumières. En 2023, il soutient une Habilitation à diriger des recherches à l'Université de Paris-Sorbonne ayant pour titre L’Opéra de Paris et ses chanteurs (1669-1791) : contexte et sources comme clés d’interprétation.
Dans le cadre de ses activités, il participe au domaine de l’édition de livres et de partitions. Auteur de la première biographie du directeur de l’Opéra de Paris Dauvergne, il supervise des séries de programmes de salle ou de livres-disques. Au CMBV, il participe à l'éditions de partitions de musique vocale (intégrale des airs d'opéras de Lully, Rameau et Gluck notamment).
Entre 1996 et 2008, il se produit en concert avec l’ensemble L'Astrée dont il est le fondateur et pour lequel il transcrit des ouvrages. Il poursuit cette pratique de la transcription pour plusieurs ensembles professionnels. Pour le Palazzetto Bru Zane, il participe à la reconstruction, l'arrangement et l'orchestration de la première version de La Vie parisienne d'Offenbach.
En 2001, il intègre le Centre de musique baroque de Versailles en tant que délégué aux relations artistiques ; en 2006 il devient directeur artistique poste qu’il occupe actuellement. Il est également chercheur, membre de l'équipe de recherche.
À partir de 2006, il participe à la création du Palazzetto Bru-Zane (Centre de musique romantique française) à Venise, institution pilotée par la Fondation Bru. Il en est d’abord le directeur artistique (2006-2009) avant d’en devenir le conseiller artistique (depuis 2010) chargé plus particulièrement des distributions vocales et de la mise en œuvre des projets lyriques.
En 2020, il participe à la création du Haydneum (Centre de musique ancienne hongrois), institution nationale créée par le gouvernement hongrois en vue de valoriser la musique ancienne et de promouvoir le patrimoine musical hongrois baroque et classique (1630-1830). Il en est le directeur artistique de 2020 à 2024.
Benoît Dratwicki a été producteur des émissions La Querelle des Bouffons et Sortez les jumelles sur France Musique (2006-2007) animées avec son frère jumeau Alexandre Dratwicki.

## Distinction
Chevalier de l'ordre des Arts et des Lettres. Benoît Dratwicki est chevalier de l'ordre des Arts et des Lettres.

## Recréations, premières scéniques et enregistrements
- 2001 : Persée de Lully
- 2002 : Toinon et Toinette de Gossec, Le Triomphe de l'Amour de Lully
- 2004 : David et Jonathas et Médée de Charpentier, Roland de Lully
- 2005 : Callirhoé de Destouches, Scylla et Glaucus de Leclair, Isis de Lully
- 2006 : Sémélé et Alcide de Marais, Proserpine de Lully, Les Trois Âges de l’Opéra de Grétry, Histoires sacrées de Rigel
- 2007 : Le Carnaval et la Folie de Destouches, Zélindor roi des Sylphes de Rebel et Francœur, Egine de Colin de Blamont
- 2008 : Cadmus et Hermione et Le Ballet des Arts de Lully
- 2009 : Amadis de Lully, L’Amant jaloux, Andromaque et Céphale et Procris de Grétry, Lodoïska et Pimmalione de Cherubini
- 2010 : La Mort d’Abel de Kreutzer, Le Carnaval de Venise de Campra, Bellérophon de Lully
- 2011 : Hercule mourant, La Vénitienne, Les Troqueurs et La Coquette trompée de Dauvergne, Sémiramis de Catel, Amadis de Gaule de JC Bach, Le Paradis perdu de Dubois
- 2012 : Adrien de Méhul, Thérèse et Le Mage de Massenet, La Toison d’or de Vogel, Renaud de Sacchini, Thésée de Gossec, Atys de Piccinni, Les Bayadères de Catel, ainsi que les ballets d'action Médée et Jason et Renaud et Armide de Rodolphe et Noverre.
- 2013 : Dimitri de Joncières, Le Vaisseau fantôme ou Le Maudit des mers de Dietsch, Les Danaïdes de Salieri, La Caravane du Caire de Grétry, Les Mystères d'Isis de Mozart, Velléda de Boisselot, Circé de Cherubini, Ariane de Hérold.
- 2014 : Les Fêtes de l'Hymen et de l'Amour, Les Fêtes de Polymnie, Zaïs, Daphnis et Églé, Le Temple de la Gloire de Rameau, Tancrède de Campra, Herculanum,  Le Désert, Le Saphir et Christophe Colomb de David,  Les Barbares de Saint-Saëns, Ali-Baba de Lecocq, Le Dilettante d'Avignon de Halévy.
- 2015 : Cinq-Mars de Gounod, Uthal de Méhul, Don Quichotte chez la duchesse de Boismortier, Les Fêtes vénitiennes de Campra, Le Pré-aux-Clercs de Hérold, Marie Stuart de Lavello, Requiem en ré mineur de Plantade, grands motets de Mondonville, Xerses (version de Paris, 1660) de Cavalli et Lully, Les Chevaliers de la table ronde de Hervé.
- 2016 : Orfeo de Rossi, Isbé de Mondonville, Persée (version de Versailles, 1770) de Lully, Dante de Godard, Olympie de Spontini, La Muse de l'Opéra de Clérambault, Les Horaces de Salieri, Proserpine de Saint-Saëns.
- 2017 : Chimène ou le Cid de Sacchini, Les Amants magnifiques de Molière et Lully, Naïs de Rameau, Les Fêtes d'Hébé de Rameau, Le Temple de la Gloire (version 1745) de Rameau, La Reine de Chypre de Halévy.
- 2018 : Les Indes galantes (version 1761) de Rameau, Le Tribut de Zamora de Gounod, Faust (version opéra-comique) de Gounod, L'Europe galante de Campra, Issé de Destouches, Hypermnestre de Gervais, Raoul Barbe-bleue de Grétry, Tarare de Salieri.
- 2019 : Jephté (3e version) de Montéclair, Armide (version révisée de 1778) de Lully, Maître Péronilla d'Offenbach.
- 2020 : Acante et Céphise de Rameau, Dardanus (version 1744) de Rameau, L’Île du rêve de Hahn, Passionnément de Messager.
- 2021 : La Princesse jaune de Saint-Saëns, Phryné de Saint-Saëns, La Fille de Madame Angot de Lecocq, Les Fêtes d’Hébé (version 1747) de Rameau, Les Sybarites et Le Retour d’Astrée de Rameau, Grands motets de Gervais, Omphale de Cardonne, La Fête de Diane, Le Retour des Dieux sur la Terre et Le Caprice d’Érato de Colin de Blamont.
- 2022 : Ariane et Bacchus de Marais, Zoroastre (version 1749) de Rameau, Polydore de Stuck, Iphigénie en Aulide de Gluck, La Vestale de Spontini, Déjanire de Saint-Saëns, Les Abencérages de Cherubini et Hulda de Franck.
- 2023 : Castor et Pollux (version 1737) et Les Boréades de Rameau, Médée de Charpentier, Le Carnaval du Parnasse de Mondonville, Ariane, Werther (version baryton) et Grisélidis de Massenet, Fausto de Louise Bertin, Télémaque de Destouches, La Jérusalem délivrée et Penthée du Régent, Les Fêtes grecques et romaines de Colin de Blamont.
- 2024 : Le Roi d'Ys de Lalo, Iphigénie en Tauride de Desmarest et Campra, Atys de Lully, Ernelinde princesse de Norvège (version 1769) de Philidor, L'Ancêtre de Saint-Saëns, Zémide de Iso, Pygmalion de Rameau.
- 2025 : La Belle au bois dormant de Silver, Persée de Lully, Psyché de Thomas, Le Carnaval de Venise de Campra (création scénique en France), L'Amant jaloux de Grétry (création au Canada), Les Fêtes de Ramire de Rameau, Médée et Jason de Salomon.

## Livres
- Antoine Dauvergne (1713-1797) : une carrière tourmentée dans la France des Lumières, Wavre : Mardaga, 2011, 480 p.
- La Musique à la cour de Louis XV. François Colin de Blamont (1690-1760) : une carrière au service du roi, Rennes : Presses Universitaires de Rennes, 2016, 364 p.
- The Fashioning of French Opera (1672-1791). Identity, production, networks (avec Barbara Nestola, Thomas Leconte et Julien Dubruque), Turnhout : Brepols, 2023, 441 pages.

## Autres ouvrages
- François-Joseph Gossec (1734-1829), Versailles : Centre de musique baroque, 2002, 215 p.
- Jean-Marie Leclair, virtuose et compositeur (1697-1764) (avec Thomas Leconte), Versailles : Centre de musique baroque, 2005, 256 p.
- Marin Marais, violiste à l’Opéra, Versailles : Centre de musique baroque, 2006, 304 p.
- Mozart. Paris, 1778 (avec Alexandre Dratwicki), Versailles : Centre de musique baroque, 2006, 254 p.
- Versailles et la musique de cour, en collaboration avec Pascaline Todeschini et Raphaël Masson, catalogue d’exposition, Bibliothèque municipale de Versailles/ Paris : Magellan & Cie, 2007, 160 p.

## Livres-disques
- « Callirhoé » d’André Cardinal Destouches, San Lorenzo de El Escorial : Glossa, 2006, 120 p.
- « Sémélé » de Marin Marais, San Lorenzo de El Escorial : Glossa, 2007, 108 p.
- « Proserpine » de Jean-Baptiste Lully, San Lorenzo de El Escorial : Glossa, 2008, 116 p.
- « Andromaque » d'André-Ernest-Modeste Grétry, San Lorenzo de El Escorial : Glossa, 2010, 92 p.
- « Le Carnaval de Venise » d’André Campra, San Lorenzo de El Escorial : Glossa, 2011, 112 p.
- « Amadis de Gaule » de Johann Christian Bach, San Lorenzo de El Escorial : Ediciones Singulares/ Palazzetto Bru Zane, 2012, 143 p.
- « Thésée » de François-Joseph Gossec, Liège : Ricercar, 2013, 87 p.
- « Les Fêtes de l'Hymen et de l'Amour » de Jean-Philippe Rameau, San Lorenzo de El Escorial : Glossa, 2014, 95 p.
- « La Caravane du Caire » d'André-Ernest-Modeste Grétry, Liège : Ricercar, 2014, 108 p.
- « Le Temple de la Gloire » de Jean-Philippe Rameau (avec Julien Dubruque), Liège : Ricercar, 2015, 96 p.

## Principaux articles musicologiques
- « Traditions et modernités à l’Académie royale de musique : l’exemple de la tragédie enquinaudée » dans Jean Duron (dir.), Regards sur la musique au temps de Louis XVI, Liège : Mardaga, 2007, pp. 113-138.
- « Lully d’un siècle à l’autre : du modèle au mythe (1754-1774) » dans Agnès Terrier et Alexandre Dratwicki (dir.), L’invention des genres lyriques français et leur redécouverte au XIXe siècle, Symétrie/Palazzetto Bru Zane : Lyon/Venise, 2010, pp. 309-346.
- « Grétry au cœur des modernités de l’Académie royale de musique (1775-1803) », dans Grétry, un musicien dans l’Europe des Lumières, Liège : Université de Liège, Art&Fact n°32, 2013, pp. 94-114.
- « Le renouveau de l'orchestre français à l’âge classique (1760-1770) : Traditions, évolutions, révolutions. L’exemple de Persée (1770) » dans Florence Gétreau et Jean Duron (dir.), L’orchestre à cordes sous Louis XIV, Paris : Vrin, 2015, pp. 373-397.
- « Chanter Rameau au temps de Gluck », dans Sylvie Bouissou, Graham Sadler et Solveig Serre (dir.), Rameau entre art et science, Paris : École des Chartes, 2016, pp. 157-180.
- Destouches and Collin de Blamont: Two surintendants in the face of the Ramiste threat (avec Françoise Escande), dans Graham Sadler, Shirley Thompson et Jonathan Williams (dir.), The Operas of Rameau. Genesis, staging, reception, London/New-York : Routledge, 2022, pp. 25-45.
- « Emplois et distributions des rôles féminins dans le ballet à l’Académie royale de musique : une nouvelle approche du genre, entre vocalité et théâtralité » dans Alexandre De Craim et Thomas Soury (dir.), Les métamorphoses du ballet. Histoire et identité d’un genre lyrique (XVIIe – XVIIIe siècles), Château-Gontier sur Mayenne : Aedam Musicae, 2022, pp. 197-216.
- « Operas under construction: rehearsal procedures and methods at the Académie royale de musique » dans Barbara Nestola, Benoît Dratwicki, Julien Dubruque et Thomas Leconte (dir.), The Fashioning of French Opera (1672-1791). Identity, Production, Networks, Turnhout : Brépols, 2023, pp. 235-248.
- « Singers, composers and repertoire » dans Barbara Nestola, Benoît Dratwicki, Julien Dubruque et Thomas Leconte (dir.), The Fashioning of French Opera (1672-1791). Identity, Production, Networks, Turnhout : Brépols, 2023, pp. 249-261.
- « À la ville, à la cour : les deux troupes d’opéra de Lully et leur évolution du Grand Siècle à la fin de l’Ancien Régime (1672-1791). Un exemple de circulation d’artistes aux xviie et xviiie siècles » dans Emanuele De Lucca et Barbara Nestola (dir.), Théâtres à recettes et spectacles non payants (1661-1791). Circulations, créations, transversalité, Littératures classiques n°113/2024, Toulouse, Presses universitaires du midi, p. 17-40.

## Publications en ligne
- Catalogue de l’œuvre de François Colin de Blamont, Philidor, Centre de musique baroque de Versailles, 2007 : http://philidor.cmbv.fr/Publications/Catalogues-d-auteur/Catalogue-de-l-aeuvre-de-Francois-Colin-de-Blamont-1690-1760 [archive].
- Catalogue de l’œuvre d’Antoine Dauvergne, Philidor, Centre de musique baroque de Versailles, 2011 :  http://philidor.cmbv.fr/Publications/Catalogues-d-auteur/Catalogue-de-l-aeuvre-d-Antoine-Dauvergne-1713-1797 [archive].
- Les Concerts de la reine, cahiers Philidor, Centre de musique baroque de Versailles, 2012 : http://philidor.cmbv.fr/Publications/Periodiques-et-editions-en-ligne/Cahiers-PHILIDOR/Etudes-PHILIDOR [archive].
- « Antoine Dauvergne : Correspondance avec Denis Papillon de La Ferté conservée aux Archives nationales 1780-1782 ; 1785-1790 », Palazzetto Bru Zane, 2017 :    http://www.bruzanemediabase.com/fre/Documents/Temoignages/Dauvergne-Antoine-Correspondance-avec-Denis-Papillon-de-La-Ferte-conservee-aux-Archives-nationales-1780-1782-1785-1790/(offset)/1 [archive]
- « Seria et Buffa italien sur la scène de l’Académie royale (1774-1789) : une contribution au répertoire comique et de demi-caractère », Academia.edu, mai 2019 :  https://www.academia.edu/39145474/Seria_et_Buffa_italien_sur_la_sc%C3%A8ne_de_lAcad%C3%A9mie_royale_1774-1788_une_contribution_au_r%C3%A9pertoire_comique_et_de_demi-caract%C3%A8re
- Atys. Tragédie en musique (1676). Carnet de bord de la production dirigée par Alexis Kossenko, Éditions du Centre de musique baroque de Versailles, Cahier Philidor n°44, janvier 2024, omeka.cmbv.fr/s/bpsn/item/25565

## Expositions
- Versailles et la musique de cour, commissariat de l'exposition en collaboration avec Pascaline Todeschini et Raphaël Masson, Bibliothèque municipale de Versailles, octobre-décembre 2007.
- Rameau et son temps : Harmonie et Lumières, commissariat scientifique de l'exposition réalisée par Christophe Thomet, Bibliothèque municipale de Versailles, septembre 2014-mars 2015.
- Fêtes et divertissements à la cour, conseiller musicologique de l'exposition réalisée par Béatrix Saule, Élisabeth Caude et Jérôme de La Gorce, Château de Versailles, novembre 2016-mars 2017.